# Liste des Mises au tombeau de France
Les Mises au tombeau - dernier épisode de la Passion du Christ - conservées en France sont, pour les plus connues, des groupes de statues monumentales en ronde-bosse, en bas ou hauts-reliefs ; mais il en existe aussi en mosaïque, en céramique, sous forme de vitrail, de peinture murale ou comme élément de retable. Lorsqu'elles sont peintes sur bois, sur toile, sur parchemin… elles se retrouvent plutôt dans la sphère privée : chapelles, enluminures de livres d'heures.
La représentation sculptée de la Mise au tombeau apparaît vers le milieu du XVe siècle et s'est répandue jusqu'à la fin du XVIe siècle et parfois même au-delà. On en dénombre encore 450 en Europe. Elles sont révélatrices de la mentalité de la société de la fin du Moyen Âge et du début de la Renaissance, période où, dans l'art, domine la représentation de la souffrance, la douleur et la mort. Cependant, la plupart, loin d'être lugubres, sont imprégnées de sérénité et invitent à la méditation.
Une mise au tombeau, lorsqu'elle est complète, se compose de sept personnages entourant le huitième, Jésus-Christ, allongé dans un sarcophage et/ou un linceul. Ce sont : Marie, sa mère, l'apôtre Jean, les trois saintes Femmes (Marie Madeleine, Marie Salomé et Marie de Cléophas), Joseph d'Arimathie et Nicodème.
Les œuvres dans cette liste sont classées par région, département, commune, puis par lieu ou édifice (église, musée ou autre) et enfin par ordre chronologique.

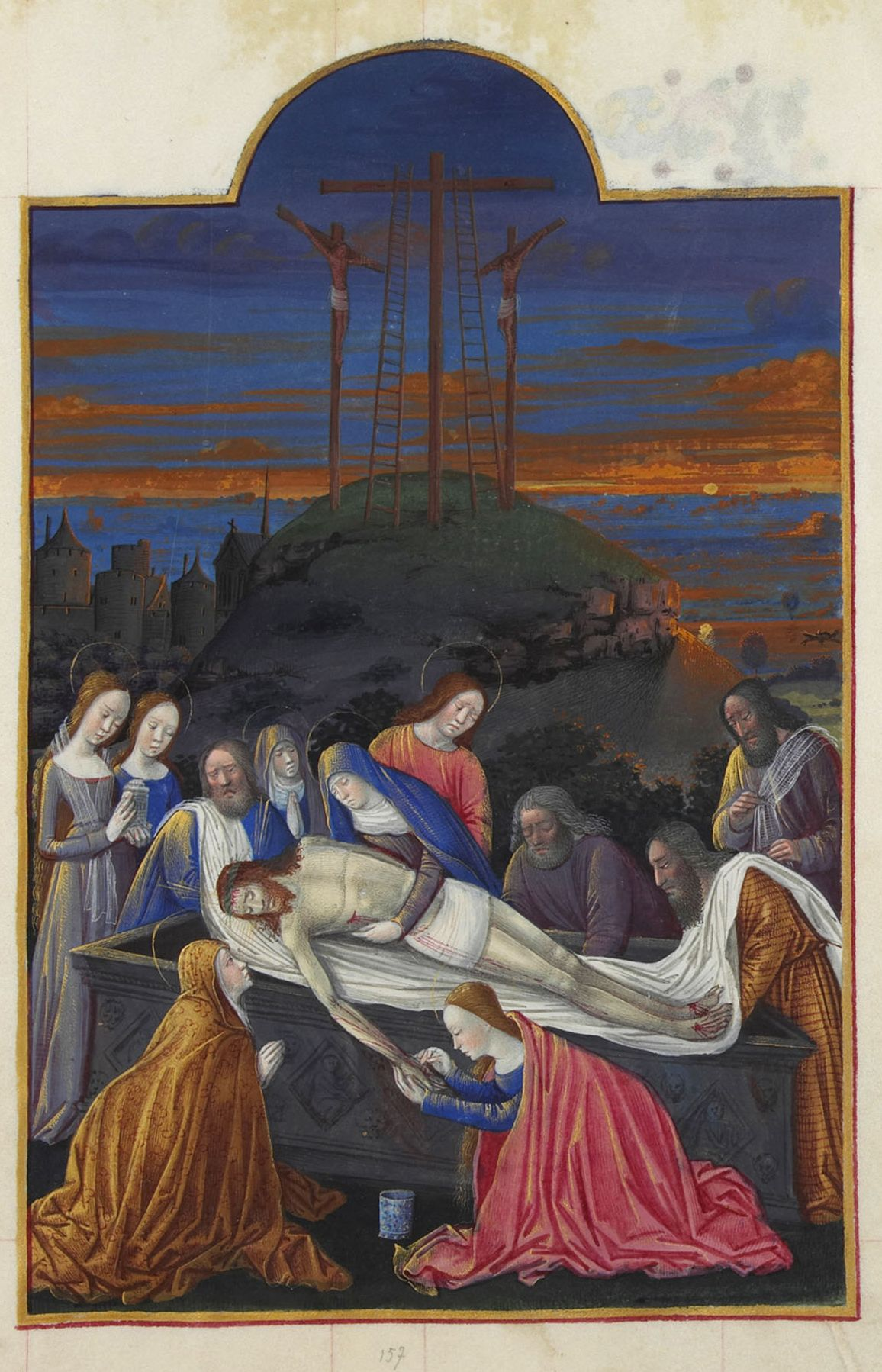
Mise au tombeau, Les Très Riches Heures du duc de Berry, Folio 157r.

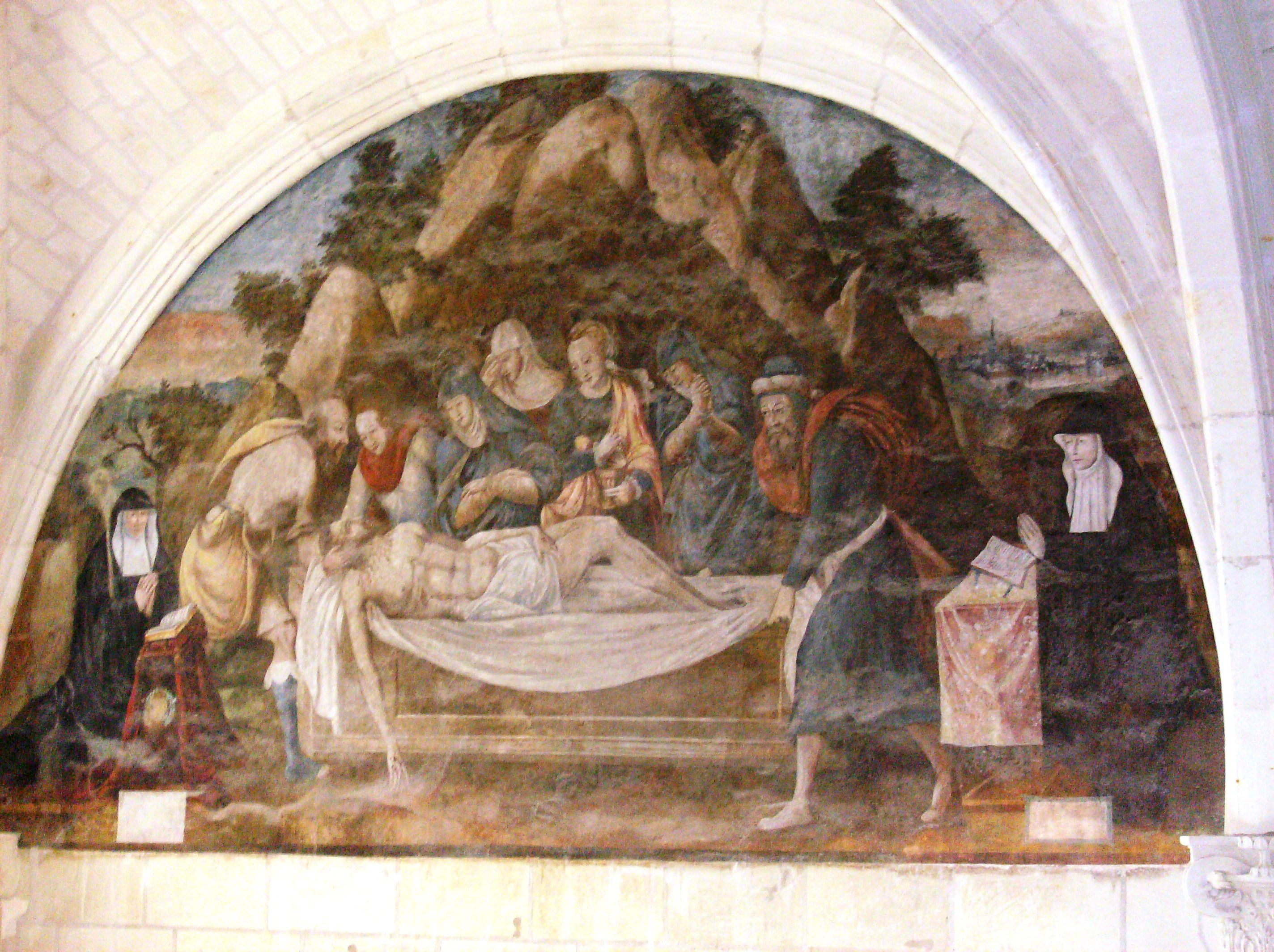
Abbaye de Fontevraud, salle capitulaire, peinture murale, La mise au tombeau du Christ.

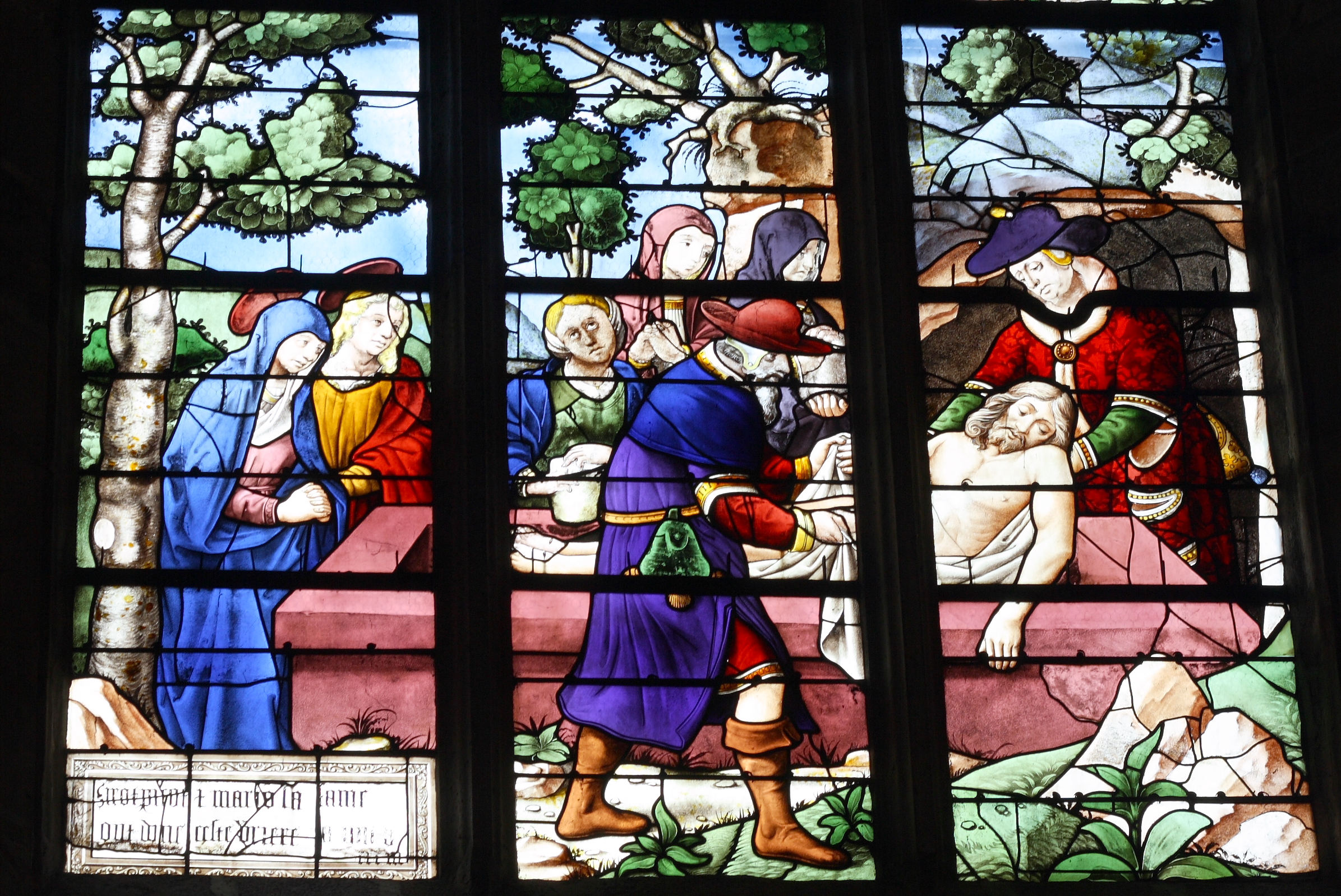
Église Saint-Pierre de Limours, vitrail du chœur: Mise au tombeau.

## Auvergne-Rhône-Alpes

### Allier03 (3)
| Image | Commune, Lieu de conservation                     | Personnage, Description |
| ----- | ------------------------------------------------- | --- |
|       | Cérilly - Église Saint-Martin                     | Mise au tombeau de 1699. Classé MH (1902).                                                                                                   |
|       | Moulins - Cathédrale Notre-Dame-de-l'Annonciation | Mise au tombeau peinte en pierre et marbre comprenant les huit personnages habituels. Classé MH (1907),.                                     |
|       | Souvigny - Prieuré Saint-Pierre-et-Saint-Paul     | Mise au tombeau de pierre taillée en bas relief comportant les huit personnages habituels.Fin du XVe début du XVIe siècle. Classé MH (1918). |

### Cantal15 (1)
| Image | Commune, Lieu de conservation  | Personnage, Description |
| ----- | ------------------------------ | --- |
|       | Salers - Église Saint-Matthieu | Mise au tombeau, polychrome datée de 1495, offerte par le père Géraud Vitalis pour la reconstruction et la consécration de l'église. Classé MH (1902). |

### Drôme26 (1)
| Image | Commune, Lieu de conservation                        | Personnage, Description                                                                               |
| ----- | ---------------------------------------------------- | --- |
|       | Romans-sur-Isère - Ancienne Collégiale Saint-Barnard | Mise au tombeau, comprenant les 8 personnages traditionnels datant du XVIIe siècle. Classé MH (1982). |

### Loire42 (1)
| Image | Commune, Lieu de conservation | Personnage, Description                                                                                  |
| ----- | ----------------------------- | --- |
|       | Saint-Étienne - Grand'Église  | Mise au tombeau, groupe de huit statues de pierre polychromes grandeur nature de 1522. Classé MH (1961). |

### Haute-Loire43 (1)
| Image | Commune, Lieu de conservation | Personnage, Description |
| ----- | ----------------------------- | --- |
|       | Aubazat - Église Saint Roch.  | Mise au tombeau de bois peint comprenant six des huit statues habituelles, plus deux personnages masculins placés au second plan. XVe siècle. Classé MH (1911). |
|       | Langeac - Église Saint-Gal    | Mise au tombeau en bois polychrome (XVe siècle). Sept personnages représentés. Classé MH (1907).                                                                |

### Puy-de-Dôme63 (1)
| Image | Commune, Lieu de conservation     | Personnage, Description |
| ----- | --------------------------------- | --- |
|       | Billom - Collégiale Saint-Cerneuf | Mise au tombeau de pierre polychrome à neuf personnages (la statue supplémentaire est celle de Sainte Véronique) XVIe siècle. Classé MH (1952). |

### Rhône69 (1)
| Image | Commune, Lieu de conservation  | Personnage, Description |
| ----- | ------------------------------ | --- |
|       | Millery - Chapelle Saint-Croix | Mise au tombeau de pierre comprenant les huit statues habituelles. Les conditions de conservation ont fait que cet ensemble n'est pas en bon état. Fin du XIVe siècle. Inscrit MH (1926). |

## Bourgogne-Franche-Comté

### Côte-d'Or21 (4)
| Image | Commune, Lieu de conservation                                   | Personnage, Description |
| ----- | --------------------------------------------------------------- | --- |
|       | Châtillon-sur-Seine - Église Saint-Vorles                       | Mise au tombeau, en pierre comportant 12 personnages datant de 1527 environ. Commandée par Edme Régnier de Romprey et Jeanne de la Ferté son épouse. Classé MH (1908). |
|       | Dijon - Église Saint-Michel                                     | Mise au tombeau, en pierre de cinq personnages. Il manque, le Christ, Joseph d'Arimathie et Nicodème. Provient de l'église des Jacobins. Milieu du XVe siècle. Classé MH (1907). |
|       | Pouilly-en-Auxois - Chapelle Notre-Dame Trouvée                 | Mise au tombeau en pierre de 10 statues (les 8 traditionnelles plus 2 soldats en relief sur le sarcophage). Actuellement dans la chapelle ND Trouvée elle provient de l'église Saint Pierre détruite. Elle est entourée d'une grille de fer forgé depuis 1908. Un blason est sculpté sur la tombe. Selon Claude Courtépée le donateur serait N.Boyeau bourgeois de Pouilly. Elle est datée de 1521. Classé MH (1897) |
|       | Semur-en-Auxois - Collégiale Notre-Dame (chapelle saint Lazare) | Mise au tombeau, polychrome de la fin du XVe siècle. Classé MH (1840) |

### Jura39 (1)
| Image | Commune, Lieu de conservation             | Personnage, Description |
| ----- | ----------------------------------------- | --- |
|       | Baume-les-Messieurs - Abbaye Saint-Pierre | Restes d'une mise au tombeau comportant quatre personnages. Le Christ, la Vierge, un ange portant les instruments de la Passion et une statue de Saint-Jean dont le style ne correspond pas à celui des autres personnages. Il s'agit probablement d'un ajout. Début XVIe siècle. Gisant Classé MH (1919); Tête de Nicodème Classé MH (1972). |

### Nièvre58 (1)
| Image | Commune, Lieu de conservation                   | Personnage, Description |
| ----- | ----------------------------------------------- | --- |
|       | Nevers - Cathédrale Saint-Cyr-et-Sainte-Julitte | Mise au tombeau de pierre peinte comprenant les huit personnages habituels. Date du XVe siècle. Restaurée en 1997. Classé MH (1862). |

### Haute-Saône70 (2)
| Image | Commune, Lieu de conservation         | Personnage, Description |
| ----- | ------------------------------------- | --- |
|       | Ray-sur-Saône - Église Saint-Pancrace | Mise au tombeau en pierre jadis peinte, composée des huit personnages habituels datant du milieu du XVIe siècle. Classé MH (1908).                                                   |
|       | Vesoul - Église Saint-Georges         | Mise au tombeau de sept personnages (il manque une Sainte Femme) en pierre peinte réalisée en 1550 aux frais de Jean Sardon lieutenant local du bailliage d'Amont. Classé MH (1904). |

### Yonne89 (4)
| Image | Commune, Lieu de conservation                                                         | Personnage, Description |
| ----- | ------------------------------------------------------------------------------------- | --- |
|       | Joigny - Église Saint-Jean                                                            | Mise au tombeau en marbre du XVIe siècle, composée des huit personnages habituels. Elle a été rapportée de Folleville (Picardie), au XVIIe siècle par Pierre de Gondi, comte de Joigny. Classé MH (1913).                                                                                           |
|       | Tonnerre - Hôtel-Dieu (nef)                                                           | Mise au tombeau de 1454 en marbre blanc comprenant les personnages habituels. Œuvre réalisée en par deux élèves de Claus Sluter, Jean Michel et Georges de la Sonnette grâce au don fait par Ancelot de Buranfosse marchand à Tonnerre et placée dans l'église du saint Sépulcre. Classé MH (1902). |
|       | Villeneuve-l'Archevêque - Église Notre-Dame                                           | Mise au tombeau en pierre composée des huit personnages traditionnels provenant de l'Abbaye de Vauluisant. Deux Saintes Femmes sont isolées du groupe attribué à Gentil et Dominique de Troyes. Elle est datée de 1528. Classé MH (1886).                                                           |
|       | Villeneuve-sur-Yonne - Église Notre-Dame-de-l'Assomption (chapelle du Saint Sépulcre) | Mise au tombeau en pierre composée des huit personnages traditionnels. Le Christ est en bois et date du XIVe siècle, les sept autres du XVIe. Proviendrait de l'abbaye Notre-Dame de Dilo. Classé MH (1905).                                                                                        |

## Bretagne

### Finistère29 (6)
| Image | Commune, Lieu de conservation                                | Personnage, Description |
| ----- | ------------------------------------------------------------ | --- |
|       | Cléden-Poher - Église Notre-Dame.                            | Panneau d'une mise au tombeau intégrée dans l'autel. Elle comporte des personnages supplémentaires en retrait des habituels. Réalisée aux environs de 1575. Classé MH (1914).                                                                                      |
|       | Lampaul-Guimiliau - Église Notre-Dame                        | Mise au tombeau polychrome de 1676, avec ses neuf personnages en grandeur naturelle, sculpté dans du tuffeau par Antoine Chavagnac, sculpteur de la Marine à Brest. Classé MH (1906).                                                                              |
|       | Le Relecq-Kerhuon - Église Notre-Dame.                       | Mise au tombeau en bois polychrome du 3e quart du XVIIe siècle. Classé MH (1958). |
|       | Quimper - Cathédrale Saint-Corentin (chapelle de la Passion) | Mise au tombeau polychrome : moulage réalisé à partir du sépulcre de la crypte de la cathédrale de Bourges (XVIe siècle), installé à Quimper en 1868. |
|       | Quimperlé - Abbaye Sainte-Croix (crypte)                     | Mise au tombeau, en calcaire de Saintonge, sculptée aux environs de 1500. Elle a totalement perdu ses peintures d'origine car elle fut malencontreusement entreposée de manière précaire dans le jardin de l'abbaye pendant plusieurs décennies. Classé MH (1958). |
|       | Saint-Thégonnec - Enclos paroissial (crypte de l'ossuaire)   | Mise au tombeau de Saint-Thégonnec, œuvre en bois de chêne polychrome de Jacques Laispagnol, sculpteur à Morlaix, en 1702. Classé MH (1906). |

### Morbihan56 (1)
| Image | Commune, Lieu de conservation | Personnage, Description |
| ----- | ----------------------------- | --- |
|       | Auray - Église Saint-Gildas   | Mise au tombeau dont il ne reste que le Christ gisant, réalisée vers 1520-1550 en pierre calcaire polychrome. Provenant de la chapelle du Saint-Sépulchre attenante à la chapelle du Saint-Esprit, elle est transférée dans l'église Saint-Gildas en 1921. Classé MH (2012). |

## Centre-Val de Loire

### Cher18 (1)
| Image | Commune, Lieu de conservation      | Personnage, Description |
| ----- | ---------------------------------- | --- |
|       | Bourges - Cathédrale Saint-Étienne | Ensemble monumental placé sous un portique comprenant 10 personnages en pierre peinte: les huit traditionnels plus, à droite, le donateur et son Saint Patron. Le chanoine Pierre Dubreuil aurait fait don au Chapitre en 1543. Les statues sur le mur au fond de la crypte ont une autre origine. Classé MH (1862). |

### Loiret45 (1)
| Image | Commune, Lieu de conservation     | Personnage, Description |
| ----- | --------------------------------- | --- |
|       | Malesherbes - Église Saint-Martin | Mise au tombeau, groupe de huit statues de pierre datant du début du XVIe siècle.Elle provient de la chapelle du couvent des Cordeliers. Classé MH (1906). |

## Grand Est

### Aube10 (7)
| Image | Commune, Lieu de conservation                                                                                         | Personnage, Description |
| ----- | --- | --- |
|       | Chaource - Église Saint-Jean-Baptiste                                                                                 | Mise au tombeau, œuvre du Maître de Chaource, réalisée en 1515. Classé MH (1840).                                                         |
|       | Ervy-le-Châtel - Église Saint-Pierre-ès-Liens                                                                         | Mise au tombeau du XVIe, très abîmée. Classé MH (1913).                                                                                   |
|       | Coussegrey - Petite chapelle Saint Jacques, isolée, dont la superficie est totalement occupée par la mise au tombeau. | Mise au tombeau en mauvais état de conservation. Selon une inscription aurait été érigée en 1538 par Gérard de Noiron. Inscrit MH (1925). |
|       | Troyes - Église Saint-Nizier                                                                                          | Mise au tombeau en pierre du XVIe restauré provenant de l'abbaye disparue de Saint-Martin-ès-Aires de Troyes. Classé MH (1908).           |
|       | Troyes - Église Saint-Nicolas                                                                                         | Ensevelissement du Christ en bois du XVIe. Classé MH (1971).                                                                              |
|       | Troyes - Musée de Vauluisant                                                                                          | Mise au tombeau de pierre composée des huit statues habituelles. Cet ensemble provient de Abbaye Saint-Pierre de Montier-la-Celle.        |
|       | Saint-Phal - Église Saint-Phal                                                                                        | Mise au tombeau du XVIe, déplacée avec le blason de Jacques de Vaudrey. Classé MH (1908).                                                 |

### Marne51 (2)
| Image | Commune, Lieu de conservation  | Personnage, Description |
| ----- | ------------------------------ | --- |
|       | L'Epine - Basilique Notre-Dame | Mise au tombeau en pierre composée des 8 personnages habituels auxquels viennent s'adjoindre deux anges. Cet ensemble du XVIe siècle provient de l'ancien couvent des Cordeliers de Châlons-en-Champagne. Classé MH (1908). |
|       | Reims - Basilique Saint-Remi   | Groupe sculpté «Le Saint Sépulcre ou Mise au tombeau », composée des 8 personnages habituels. Inscription : "Frère François Sarradin, commandeur de céans, a fait faire ce sépulcre en l'an mil cinq cens trente et ung, priez Dieu pour luy" (sur la bordure de la dalle funéraire du tombeau). La date de 1531 est gravée sur la bordure de la dalle funéraire du tombeau. Classé MH (1841) |

### Haute-Marne52 (5)
| Image | Commune, Lieu de conservation                     | Personnage, Description |
| ----- | ------------------------------------------------- | --- |
|       | Arc-en-Barrois - Église Saint-Martin.             | Mise au tombeau en bois polychrome, groupe donné, vers 1673, par François-Marie de l'Hospital, œuvre du sculpteur Gnothus. Classé MH (1902). |
|       | Ceffonds - Église Saint-Remy.                     | Mise au tombeau en pierre polychrome. Classé MH (1849). |
|       | Chaumont - Basilique Saint-Jean-Baptiste.         | Mise au tombeau en pierre polychrome, de onze personnages (les huit habituels et trois autres qui pourraient être le donateur et des membres de sa famille). Cette œuvre est achevée en 1471 et placée dans la chapelle où elle se trouve toujours. Classé MH (1862). |
|       | Joinville - Église de la Nativité de Notre-Dame.  | Mise au tombeau en pierre de huit personnages offerte par Antoinette de Bourbon veuve de Claude de Lorraine au couvent des Cordeliers qu'elle venait de créer. 1567. Classé MH (1903). |
|       | Poissons - Église Saint-Aignan                    | Bas-relief en pierre sous l'autel représentant la Mise au tombeau du Christ comprenant les huit personnages habituels. XVIe siècle. |
|       | Saint-Dizier - Église Notre-Dame-de-l'Assomption. | Mise au tombeau de six personnages en pierre: le Christ, Marie-Madeleine, la Vierge et Saint-Jean, Marie Salomée, plus un personnage non identifié.Elle provient d'une ancienne église brûlée. Sur la robe de Marie-Madeleine figure la phrase suivante: Ave rabbi, spes meae lautis. 1507. On peut tenter la traduction suivante: Salut rabbin espérant que mes fautes me sont pardonnées. Classé MH (1961). |

### Meurthe-et-Moselle54 (7)
| Image | Commune, Lieu de conservation                   | Personnage, Description |
| ----- | ----------------------------------------------- | --- |
|       | Bayon - Église Saint-Martin.                    | Mise au tombeau (XVIe siècle) composée de 10 personnages (dont deux anges), le sépulcre a été élevé en 1515 dans la chapelle de l'ancien hôpital. Classé MH (1961).                                                                                               |
|       | Cons-la-Grandville - Église Saint Hubert        | Mise au tombeau en pierre datant du milieu du XVIe siècle, dont il ne subsiste que trois personnages : Le Christ, Joseph d'Arimathie et Nicodème. Classé MH (1979).                                                                                               |
|       | Nomeny - Église Saint-Étienne                   | Mise au tombeau en pierre (entre 1520 et 1530). Ce groupe sculpté se compose de dix personnages : les huit habituels plus deux anges porteurs des instruments de la Passion. Classé MH (1908).                                                                    |
|       | Pont-à-Mousson - Église Saint-Martin            | Mise au tombeau composée de 13 personnages (21 si l'on compte les angelots), le sépulcre aurait été soit élevé par le souhait de Robert Ier de Bar (†1409) ; soit élevé entre 1415 et 1430 pour le tombeau de Baldemar-Johannis de Biebelnheim. Classé MH (1908). |
|       | Réhon - Église Sainte-Geneviève                 | Mise au tombeau en pierre peinte (polychromie moderne) dont les statues mesurent 1,30 m. Le groupe comprend 11 personnages (8 habituels plus 3 hommes) dont la disposition peut être modifiée.Date du début du XVIe siècle. Classé MH (1929).                     |
|       | Saint-Nicolas-de-Port - Basilique Saint-Nicolas | Mise au tombeau en pierre du troyen Jacques Bachot, probablement détruite en 1635 Dans la crypte se trouve une œuvre composite des XVIIIe et XIXe siècles comprenant 8 personnages. Classé MH (1996).                                                             |
|       | Varangéville - Église Saint-Gorgon              | Mise au tombeau en pierre comprenant les huit personnages habituel plus trois soldats et deux anges agenouillés. Date de la fin XVe, début du XVIe siècle. Cet ensemble ne se trouve pas à son emplacement d'origine. Classé MH (1907).                           |

### Meuse55 (6)
| Image | Commune, Lieu de conservation                               | Personnage, Description |
| ----- | ----------------------------------------------------------- | --- |
|       | Clermont-en-Argonne - Chapelle Sainte-Anne.                 | Une sculpture en terre cuite de faible taille représentant le Saint Sépulcre a été détruite en septembre 1914. Actuellement on peut voir un ensemble composite comprenant Saint Jean et Marie-Madeleine (début XVIe) la Vierge et une Sainte Femme (fin XVIe) un Christ et deux anges (fin XVIe début XVIIe). Classé MH (1907), Déclassé MH(1951),. |
|       | Fains-Véel - Église Sainte-Catherine à Fains-les-Sources    | Devant l'autel une mise au tombeau en pierre composée de six personnages, (il manque deux Saintes Femmes). Début du XVIe siècle. Classé MH (1905). |
|       | Gondrecourt-le-Château - Église de la Nativité de la Vierge | Groupe sculpté en stuc armé composé des huit personnages traditionnels de taille humaine. La scène représente l'Onction. Fin du XVIe, début du XVIIe siècle. Classé MH (1960). |
|       | Marville - Église Saint-Hilaire                             | Calcaire taillé en haut relief vertical représentant la Mise au tombeau du Christ avec les 8 personnages traditionnels (environ 1,10 m de hauteur). Seconde moitié du XVIe siècle. Classé MH (1909). |
|       | Rigny-la-Salle - Église de la Nativité de la Vierge         | Mise au tombeau réalisée en 1902 par le sculpteur Champigneulles. Inscrit MH (2004). |
|       | Saint-Mihiel - Église Saint-Étienne (bas-côté droit)        | Mise au tombeau, composée de 13 personnages, réalisée entre 1554 et 1564 par le sculpteur lorrain Ligier Richier et taillée dans de la pierre de type pierre d'Euville. Elle fut installée dans le bas-côté droit par son fils. Classé MH (1907).                                                                                                   |

### Moselle57 (4)
| Image | Commune, Lieu de conservation           | Personnage, Description |
| ----- | --------------------------------------- | --- |
|       | Laning - Église Saint Pierre Saint Paul | Cette Mise au tombeau en pierre, est composée de 12 personnages. Aux 8 habituels viennent s'adjoindre trois soldats (sur le sarcophage) et un ange. Cet ensemble date de la fin du XVe/début du XVIe siècle. Classé MH (1983).               |
|       | Metz - Cathédrale Saint-Étienne         | Mise au tombeau, composée des 8 personnages habituels auxquels viennent s'adjoindre deux anges. Cet ensemble du XVIe siècle vient de Xivry-Circourt en Meurthe et Moselle. Classé MH (1972).                                                 |
|       | Saint-Avold - Abbatiale Saint-Nabor     | Mise au tombeau de 1510, abbatiale Saint-Nabor de Saint-Avold constituée de 10 personnages. Classé MH (2008). |
|       | Zetting - Église Saint-Marcel           | Placé dans une niche sous deux arcades de style flamboyant, le sépulcre regroupe autour du corps du Christ des anges et les Saintes Femmes. Le socle est sculpté de soldats. L'ensemble est de style Rhénan du XVe siècle. Classé MH (1968). |

### Bas-Rhin67 (2)
| Image | Commune, Lieu de conservation                                | Personnage, Description |
| ----- | ------------------------------------------------------------ | --- |
|       | Neuwiller-lès-Saverne - Abbatiale Saint-Pierre-et-Saint-Paul | Sépulcre avec les trois Marie (fin XVe siècle, restauration début XXe siècle). Classé MH (1971). |
|       | Niederhaslach - Collégiale Saint-Florent                     | Monumental Saint Sépulcre en grès du XIVe siècle avec Christ gisant veillé par deux anges debout. Au-dessous, quatre soldats somnolent. Au-dessus, posée chacune sur une console sculptée et sous un dais, les trois Marie portant les aromates. Classé MH (1982). |

### Haut-Rhin68 (1)
| Image | Commune, Lieu de conservation                          | Personnage, Description |
| ----- | ------------------------------------------------------ | --- |
|       | Kaysersberg - Église de l'Invention-de-la-Sainte-Croix | Mise au tombeau en pierre composée du Christ, de trois Saints Femmes et de deux anges. (1448, 1514 pour les Saintes Femmes. Classé MH (1982). |

### Vosges88 (8)
| Image | Commune, Lieu de conservation                 | Personnage, Description |
| ----- | --------------------------------------------- | --- |
|       | Bulgnéville - Église Saint-Pierre Saint-Paul. | Mise au tombeau en pierre polychrome comprenant les huit personnages habituels. Quatrième quart du XVe siècle. Classé MH (1908).                                                                                       |
|       | Charmes - Église Saint-Nicolas.               | Mise au tombeau en pierre polychrome comprenant cinq personnages: Le Christ, Joseph d'Arimathie, Nicodème, la Vierge, saint Jean et Marie Madeleine.Il manque donc deux saintes femmes. XVIe siècle. Classé MH (1903). |
|       | Domjulien - Église Saint-Julien.              | Mise au tombeau en pierre comprenant 10 personnages: les huit traditionnels et deux anges.Fin XVe début XVIe siècle. Classé MH (1908).                                                                                 |
|       | Épinal - Basilique Saint-Maurice.             | Mise au tombeau en pierre composée de neuf personnages:les 8 traditionnels et un ange.Elle a été transférée de l'ancienne chapelle des Tiercelins après la Révolution. XVe siècle. Classé MH (1846),.                  |
|       | Malaincourt - Église saint-Laurent.           | Monument (Onction) en pierre badigeonnée, jadis probablement polychrome, composé des huit personnages traditionnels.Date de la fin du XVe, début du XVIe siècle. Classé MH (1908).                                     |
|       | Monthureux-sur-Saône - Église Saint-Michel.   | Mise au tombeau du début du XVIe siècle comprenant sept statues en bois polychrome (manque Joseph d'Arimathie). Classé MH (1906).                                                                                      |
|       | Neufchâteau - Église Saint-Nicolas.           | Mise au tombeau polychrome de neuf personnages (les huit traditionnels et un soldat) provenant du couvent des Franciscains. Milieu du XVe siècle. Classé MH (1905).                                                    |
|       | Rouvres-la-Chétive - Église Saint-Maurice.    | Mise au tombeau de dix personnages (les huit traditionnels et deux anges) disposé sur un vaste retable. Milieu du XVIe siècle. Classé MH (1908).                                                                       |

## Hauts-de-France

### Aisne02 (2)
| Image | Commune, Lieu de conservation                    | Personnage, Description |
| ----- | ------------------------------------------------ | --- |
|       | Sissy - Église Notre-Dame                        | Mise au tombeau (seconde moitié du XVIe siècle). Classé MH (1907). |
|       | La Ville-aux-Bois-lès-Dizy - Église Saint-Fiacre | Mise au tombeau (troisième quart du XIXe siècle) en pierre calcaire peinte en blanc L. Laget, sculpteur. L'œuvre est cassée en de nombreux endroits, en particulier sur les côtés latéraux. |

### Oise60 (8)
| Image | Commune, Lieu de conservation                          | Personnage, Description |
| ----- | ------------------------------------------------------ | --- |
|       | Agnetz - Église Saint-Léger                            | Mise au tombeau de dix personnages, dont deux soldats allongés devant le tombeau (seconde moitié du XVIe siècle). Classé MH (1850). |
|       | Clermont - Église Saint-Samson                         | Mise au tombeau de sept personnages en pierre peinte. Elle a été déplacée et restaurée en 1867 puis en 1994. Elle est surmontée par un tableau représentant la tombe du Christ vide. Classé MH (1906).                                                                                  |
|       | Marseille-en-Beauvaisis - Chapelle des Saintes-Hosties | Mise au tombeau en pierre peinte comprenant les huit personnages traditionnels. Elle date du milieu du XVIe siècle mais très endommagée lors de la Révolution, elle a été restaurée au XIXe. Classé MH (1913).                                                                          |
|       | Méru - Église Saint-Lucien                             | Mise au tombeau de sept personnages en pierre (manque Marie-Madeleine). Vient de la chapelle Sépulcrale de Ferry d'Aumont. Très rénovée à la fin du XIXe siècle, les têtes ayant été très endommagées durant la Révolution. Date de la seconde moitié du XVIe siècle. Classé MH (1912). |
|       | Senantes - Église Saint-Martin                         | Mise au tombeau (fin XVIe siècle) en pierre polychrome. Onze personnages représentés dont trois soldats, gardiens du tombeau devant le sarcophage. Classé MH (1912). |
|       | Trumilly - Église Notre-Dame                           | Partie de retable en bois polychrome doré représentant la mise au tombeau du Christ. Les huit personnages habituels sont représentés (XVIe siècle). Classé MH (1913). |
|       | Saint-Germer-de-Fly - Abbatiale Saint-Germer           | Mise au tombeau du XVIIe siècle comprenant sept personnages autour du Christ. Classé MH (1840). |
|       | Villers-Saint-Sépulcre - Église Saint-Martin           | Mise au tombeau (vers 1530) comprenant sept personnages autour du Christ. Classé MH (1908). |

### Pas-de-Calais62 (2)
| Image | Commune, Lieu de conservation               | Personnage, Description |
| ----- | ------------------------------------------- | --- |
|       | Saint-Omer - Cathédrale Notre-Dame.         | Mise au tombeau (1499), en pierre polychrome. Sept personnages représentés, il manque une sainte femme. Classé MH (1908).                                                      |
|       | Tortefontaine - Église Église Saint-Martin. | Mise au tombeau en pierre provenant de Abbaye Saint-Josse de Dommartin. Cinq personnages autour du Christ, la Vierge, l'apôtre Jean et trois saintes femmes. Classé MH (1903). |

### Somme80 (16)
| Image | Commune, Lieu de conservation                                 | Personnage, Description |
| ----- | ------------------------------------------------------------- | --- |
|       | Abbeville - Église Saint-Sépulcre                             | Mise au tombeau du XVIe siècle, endommagée à la Révolution française et reconstruite par J. Blondin en 1899. Sept personnages autour du Christ : Joseph d'Arimathie et Nicodème, Marie, l'apôtre Jean et les Saintes Femmes : Marie de Magdala, Marie Jacobé et Marie Salomé. Le Christ allongé dans le sarcophage est en bois alors que les autres personnages sont en pierre. Classé MH (1906). |
|       | Airaines - Église Saint-Denis                                 | Mise au tombeau (première moitié du XVIe siècle). Classé MH (1907). |
|       | Allery - Église de la Trinité                                 | Mise au tombeau (première moitié du XVIe siècle). Classé MH (1907). |
|       | Amiens - Église Saint-Germain-l'Écossais                      | Mise au tombeau (1506). Sept personnages autour du Christ : Joseph d'Arimathie et Nicodème, Marie, l'apôtre Jean, une sainte femme, Madeleine, une sainte femme. Tous les personnages sont en pierre. Classé MH (1904). |
|       | Bouillancourt-en-Séry - Église Saint-Jacques                  | Petite Mise au tombeau du XVIe siècle, œuvre d'un artiste local, proviendrait d'un monument funéraire. Quatre personnages représentés autour du Christ : Joseph d'Arimathie, Marie, l'apôtre Jean, Nicodème. Classé MH (1907). |
|       | Carnoy-Mametz - Église Saint-Vaast de Carnoy                  | Mise au tombeau (première moitié du XXe siècle) d'antependium d'autel, en mosaïque œuvre de Gérard Ansart. Quatre personnages représentés autour du Christ : la Vierge Marie, l'apôtre Jean, Marie-Madeleine et Nicodème. Inscrit MH (1996). |
|       | Contre - Église Saint-Cyr-et-Sainte-Julitte                   | Mise au tombeau (1484), certainement l'une des plus anciennes de Picardie. Sept personnages entourent le Christ : Joseph d'Arimathie et Nicodème, sculptés en ronde-bosse, les autres personnages : Marie, l'apôtre Jean, Marie-Madeleine, deux saintes femmes, sont sculptés en haut-relief. Tous les personnages sont en pierre. Classé MH (1907).                                              |
|       | Doullens - Église Notre-Dame                                  | Mise au tombeau (1583), restaurée en 1864. Sept personnages autour du Christ. Pas de trace de polychromie. Classé MH (1864). |
|       | Hescamps - Église Saint-Clair                                 | Petite Mise au tombeau (XVIe siècle), en bois polychrome. Sont représentés autour du Christ : Joseph d'Arimathie, Nicodème, Un personnage chauve et barbu (Simon de Cyrène ?), l'apôtre Jean, barbu, la Vierge Marie, et agenouillée, Marie-Madeleine. Classé MH (1984). |
|       | Longpré-les-Corps-Saints - Crypte de la Collégiale Notre-Dame | Mise au tombeau (XVIe siècle). Sculpture très dégradée. Classé MH (1907). |
|       | Montdidier - Église Saint-Pierre                              | Mise au tombeau (première moitié du XVIe siècle), Sept personnages autour du Christ. Classé MH (1907). |
|       | Montdidier - Église Saint-Sépulcre                            | Mise au tombeau (milieu du XVIe siècle), surmontée d'un Christ de pitié. Classé MH (1907). |
|       | Oust-Marest - Église Saint-Pierre                             | Mise au tombeau (XVIe siècle). Classé MH (1907). |
|       | Roye - Église Saint-Pierre                                    | Mise au tombeau (première moitié du XXe siècle) d'antependium d'autel, œuvre en céramique de Maurice Dhomme, en bas-relief. Quatre personnages représentés autour du Christ : la Vierge, Marie-Madeleine, l'apôtre Jean et Nicodème. |
|       | Saint-Valery-sur-Somme - Chapelle de l'hôpital                | Mise au tombeau (XVIe siècle), bas-relief en pierre représentant le Christ entouré des sept personnages traditionnels avec au premier plan trois donateurs. Classé MH (1909). |
|       | Villers-Bocage - Église Saint-Georges                         | Mise au tombeau (première moitié du XVIe siècle) provenant de l'abbatiale de Berteaucourt-les-Dames qui a été repeinte, en 1906, par le peintre restaurateur Eugène Grevet[réf. à confirmer]. Classé MH (1907). |

## Île-de-France

### Paris75 (2)
| Image | Commune, Lieu de conservation                    | Personnage, Description |
| ----- | ------------------------------------------------ | --- |
|       | Paris - Église Saint-Étienne-du-Mont             | Mise au tombeau de terre cuite peinte composée des 8 personnages habituels. Provient de l'ancienne église Saint-Benoît. Classé MH (1905). |
|       | Paris - Église Saint-Roch (chapelle du Calvaire) | Mise au tombeau de Pierre-Louis Deseine (1819). Classé MH (1905).                                                                         |

### Yvelines78 (1)
| Image | Commune, Lieu de conservation  | Personnage, Description |
| ----- | ------------------------------ | --- |
|       | Limay - Église Saint-Aubin     | Mise au tombeau du milieu du XVIe siècle, attribué à l'entourage de François Marchand. Vandalisée en 1932, l'œuvre est détruite mais connue par des photographies anciennes, et plusieurs fragments ont été retrouvés en 2009 au château d'Anet |
|       | Poissy - Collégiale Notre-Dame | Mise au tombeau du XVIe siècle, attestée dès 1522, en calcaire et polychrome. Classé MH (1905). |

### Val-d'Oise95 (1)
| Image | Commune, Lieu de conservation                               | Personnage, Description                                                                                 |
| ----- | ----------------------------------------------------------- | --- |
|       | Pontoise - Cathédrale Saint-Maclou (chapelle de la Passion) | Mise au tombeau en marbre blanc, attribuée au sculpteur Nicolas Leprince, vers 1550. Classé MH (1840),. |

## Normandie

### Eure27 (4)
| Image | Commune, Lieu de conservation                                     | Personnage, Description |
| ----- | ----------------------------------------------------------------- | --- |
|       | Les Andelys - Collégiale Notre-Dame (chapelle du Sépulcre)        | Mise au tombeau du XVIe siècle, provenant de la chartreuse de Notre-Dame de Bonne Espérance. Classé MH (1840).                                                                  |
|       | Bernay - Église Sainte-Croix                                      | Groupe sculpté en ronde-bosse représentant la Mise au tombeau, sous un enfeu. Les huit personnages traditionnels sont représentés Inscrit MH (1927). Verrière : Mise au tombeau |
|       | Louviers - Église Notre-Dame                                      | Mise au tombeau du XVIe siècle. Classé MH (1846) |
|       | Verneuil-sur-Avre - Église de la Madeleine (chapelle du Sépulcre) | Mise au tombeau, polychrome du XVIe siècle. Classé MH (1903). |

### Manche50 (1)
| Image | Commune, Lieu de conservation                      | Personnage, Description                                                              |
| ----- | -------------------------------------------------- | ------------------------------------------------------------------------------------ |
|       | Gréville-Hague - Église Sainte-Colombe             | Mise au tombeau du XVe siècle. Classé MH (1996).                                     |
| Image | Commune, Lieu de conservation                      | Personnage, Description                                                              |
|       | Saint-Nicolas-de-Pierrepont - Église Saint-Nicolas | Mise au tombeau en calcaire polychrome du 4e quart du XVIe siècle. Classé MH (1908). |

### Seine-Maritime76 (14)
| Image | Commune, Lieu de conservation                                             | Personnage, Description |
| ----- | ------------------------------------------------------------------------- | --- |
|       | Angiens - Église d'Iclon                                                  | Mise au tombeau et résurrection en bois (XVIIe siècle). Classé MH (1951). |
|       | Bully - Église Saint-Éloi                                                 | Mise au tombeau, en pierre du XVIe siècle. Classé MH (1908). |
|       | Bures-en-Bray - Église Saint-Aignan (transept)                            | Mise au tombeau, en pierre du XVIe siècle. Restaurée en 1846. Classé MH (1913). |
|       | Caudebec-en-Caux - Église Notre-Dame (chapelle du Sépulcre)               | Mise au tombeau, en pierre du XVIe siècle provenant de l'abbaye de Jumièges. Restaurée en 1846. Classé MH (1962).                                                                                          |
|       | Dieppe - Église Saint-Jacques                                             | Mise au tombeau comprenant les huit personnages habituels. Copie XIXe siècle de l'ensemble situé dans la Collégiale d'Eu.                                                                                  |
|       | Eu - Collégiale Notre-Dame-et-Saint-Laurent (chapelle du Sépulcre)        | Mise au tombeau, en pierre polychrome du XVIe siècle. Classé MH (1840). |
|       | Fécamp - Musée du Palais Bénédictine                                      | Restes d'une mise au tombeau de dix personnages en pierre du XVIe siècle provenant de l'Abbaye de la Trinité de Fécamp incorporé à l'ancien jubé détruit en 1802.                                          |
|       | Maulévrier-Sainte-Gertrude - Église Saint-Léonard (chapelle de la Vierge) | Mise au tombeau, pierre polychrome, XVIe siècle. Classé MH (1938). |
|       | Neufchâtel-en-Bray - Église Notre-Dame                                    | Mise au tombeau, en pierre polychrome de 1451, provenant de l'abbaye de Beaubec. Classé MH (1908). |
|       | Rouen - Basilique du Sacré-Cœur                                           | Mise au tombeau, en pierre XXe siècle. Sculptée par Auguste Coutin, datée de 1917. |
|       | Saint-Ouen-sous-Bailly - Église Saint-Ouen                                | Mise au tombeau, en pierre du XVIe siècle. Selon l'abbé Cochet, l'œuvre d'un artiste espagnol. Offerte par Jean de Saint-Ouen, seigneur du lieu, elle porte les armoiries de la famille. Classé MH (1908). |
|       | Saint-Pierre-en-Val - Église Saint-Pierre (chapelle ouest)                | Mise au tombeau, en pierre du XVIIIe siècle. Don possible du prêtre Lagot, selon l'abbé Legris. Classé MH (1913).                                                                                          |
|       | Toussaint - Église Notre-Dame                                             | Mise au tombeau, en pierre polychrome du XVIe siècle, provenant de la chambre mortuaire de Jehan Legrand.                                                                                                  |
|       | Veules-les-Roses - Église Saint-Martin                                    | Mise au tombeau, en pierre polychrome du XVIe siècle comprenant les huit personnages habituels. Classé MH (1913).                                                                                          |

## Nouvelle Aquitaine

### Charente16 (1)
| Image | Commune, Lieu de conservation               | Personnage, Description                                                                                             |
| ----- | ------------------------------------------- | --- |
|       | Verteuil-sur-Charente - Église Saint-Médard | Mise au tombeau, polychrome en terre cuite du XVIe siècle attribuée à l'atelier de Germain Pilon. Classé MH (1908). |

### Corrèze19 (1)
| Image | Commune, Lieu de conservation   | Personnage, Description                                                           |
| ----- | ------------------------------- | --------------------------------------------------------------------------------- |
|       | Reygade - Église Sainte Eutrope | Mise au tombeau de Reygade, polychrome en pierre du XVe siècle. Classé MH (1956). |

### Dordogne24 (2)
| Image | Commune, Lieu de conservation   | Personnage, Description |
| ----- | ------------------------------- | --- |
|       | Biron - Château de Biron        | Mise au tombeau en pierre de taille située dans la chapelle du château comprenant les huit personnages habituels. Elle fut réalisée au XVe siècle par les frères Pons et Armand de Gontant et Jean de Biron leur successeur. Cinq angelots voletaient au-dessus de la scène. En 1907 elle quitte le château pour entrer dans la collection Pierpont-Morgan et se trouve maintenant au Metropolitan Museum of Art. Classé MH (1963). |
|       | Carennac - Prieuré Saint-Pierre | Mise au tombeau, réalisée au XVIe siècle. Classé MH (1975) |

### Gironde33 (2)
| Image | Commune, Lieu de conservation                                              | Personnage, Description |
| ----- | -------------------------------------------------------------------------- | --- |
|       | Bordeaux - Basilique Saint-Michel de Bordeaux (Chapelle du Saint-Sépulcre) | Haut relief de pierre monumental associant une descente de croix, une piéta, une déploration et une mise au tombeau comportant onze personnages plus des anges entourant la scène. Fin du XVe siècle. Classé MH (1846). |
|       | Bordeaux - Chapelle de la Miséricorde.                                     | Mise au tombeau en pierre (vers 1525) comprenant les huit personnages habituels. Classé MH (1970). |

### Lot-et-Garonne47 (1)
| Image | Commune, Lieu de conservation | Personnage, Description |
| ----- | ----------------------------- | --- |
|       | Marmande - Église Notre-Dame. | Mise au tombeau en bois peint composée de sept personnages (il manque une Sainte Femme). Date de la fin XVIe début XVIIe siècle. Classé MH (1906). |

### Deux-Sèvres79 (1)
| Image | Commune, Lieu de conservation | Personnage, Description |
| ----- | ----------------------------- | --- |
|       | Thouars - Église Saint-Laon   | Mise au tombeau en pierre polychrome comprenant dix personnages. Les huit habituels plus un soldat et un homme inconnu placé au second plan. Ensemble fortement rénové. |

### Vienne86 (1)
| Image | Commune, Lieu de conservation          | Personnage, Description |
| ----- | -------------------------------------- | --- |
|       | Poitiers - Église Notre-Dame-la-Grande | Mise au tombeau de sept personnages en pierre peinte (une saint Femme n'est pas représentée) provenant de l'abbaye de la Trinité de Poitiers. Classé MH (1840). |

## Occitanie

### Ariège09 (1)
| Image | Commune, Lieu de conservation   | Personnage, Description |
| ----- | ------------------------------- | --- |
|       | Foix - Abbatiale Saint-Volusien | Mise au tombeau comprenant les huit personnages habituels. Il s'agit d'une copie de celle du Château de Biron. Moulage en plâtre réalisé par l'atelier Virebent de Toulouse à la fin du XIXe siècle. Inscrit MH (2003),. |

### Aude11 (1)
| Image | Commune, Lieu de conservation                     | Personnage, Description |
| ----- | ------------------------------------------------- | --- |
|       | Narbonne - Cathédrale Saint-Just-et-Saint-Pasteur | Mise au tombeau de pierre polychrome à dix personnages (les huit habituels et deux soldats) Début du XVIe siècle. Classé MH (1840). |

### Aveyron12 (3)
| Image | Commune, Lieu de conservation                              | Personnage, Description |
| ----- | ---------------------------------------------------------- | --- |
|       | Lassouts - Château de Roquelaure (chapelle)                | Mise au tombeau en pierre peinte comprenant les huit personnages habituels. Quatre anges surevollent la scène. Ressemble au groupe de Rodez. Début du XVIe siècle. Classé MH (1963).                                               |
|       | Rodez - Cathédrale Notre-Dame (chapelle du Saint-Sépulcre) | Mise au tombeau offerte par le chanoine Galhard Roux 1523. Classé MH (1875). |
|       | Rodez - Cathédrale Notre-Dame (chapelle Sainte-Anne)       | Mise au tombeau en bas relief fixée au mur comportant les huit personnages traditionnels et deux anges. L'attitude de la Vierge n'est pas habituelle puisqu'ici elle penche son visage vers la joue de son fils. Classé MH (1913). |

### Gers32 (1)
| Image | Commune, Lieu de conservation  | Personnage, Description |
| ----- | ------------------------------ | --- |
|       | Auch - Cathédrale Sainte-Marie | Mise au tombeau, composée des 8 personnages habituels. Cet ensemble date du XVIe siècle. La chapelle du sépulcre est richement décorée. De part et d'autre de l'enfeu veillent deux soldats; le tombeau est orné de deux anges. Classé MH (1905). |

### Hérault34 (1)
| Image | Commune, Lieu de conservation    | Personnage, Description |
| ----- | -------------------------------- | --- |
|       | Lansargues - Église Saint-Martin | Mise au tombeau, copie de celle du Château de Biron réalisée par Viredent sculpteur du Lauraguais en 1859.D'autres répliques se trouvent à l'Église des Grands-Carmes de Marseille à l'Abbatiale Saint-Volusien de Foix, à la Basilique Notre-Dame de Verdelais et au Musée des Augustins de Toulouse. |

### Lot46 (1)
| Image | Commune, Lieu de conservation            | Personnage, Description |
| ----- | ---------------------------------------- | --- |
|       | Carennac - Salle capitulaire du cloitre. | Mise au tombeau en calcaire dur composée des 8 personnages habituels. Cet ensemble date de la fin du XVe, début du XVIe siècle. Classé MH (1975). |

### Pyrénées-Orientales66 (2)
| Image | Commune, Lieu de conservation | Personnage, Description |
| ----- | ----------------------------- | --- |
|       | Perpignan - Église de la Réal | Mise au tombeau de bois peint comprenant sept personnages (il manque une Sainte Femme) de la fin du XVe siècle. Classé MH (1911).                                                       |
|       | Prades - Église Saint-Pierre  | Mise au tombeau de bois peint comprenant les huit personnages habituels. Le christ gisant date du XVe alors que les autres personnages sont du début du XVIIe siècle. Classé MH (1913). |

### Tarn81 (1)
| Image | Commune, Lieu de conservation                                   | Personnage, Description                    |
| ----- | --------------------------------------------------------------- | ------------------------------------------ |
|       | Monestiés - Mise au tombeau de Combefa (chapelle Saint-Jacques) | Mise au tombeau de 1490. Classé MH (1904). |

### Tarn-et-Garonne82 (1)
| Image | Commune, Lieu de conservation       | Personnage, Description                                               |
| ----- | ----------------------------------- | --------------------------------------------------------------------- |
|       | Moissac - Abbaye Saint-Pierre (nef) | Mise au tombeau complète (huit personnages) de 1485. Classé MH (1846) |

## Pays de la Loire

### Mayenne53 (3)
| Image | Commune, Lieu de conservation              | Personnage, Description |
| ----- | ------------------------------------------ | --- |
|       | La Chapelle-Rainsouin - Église Saint-Sixte | Mise au tombeau en calcaire polychrome (1522), semble avoir été déplacée depuis le cimetière vers 1735, œuvre du sculpteur Gnothus, commanditaire Arthuse de Melun, 1522. Classé MH (1902). |
|       | Évron - Abbaye Notre-Dame                  | Mise au tombeau en marbre, bas-relief sculpté par Félix Lecomte 1780 pour le maître-autel de l'abbatiale. Classé MH (1840).                                                                 |
|       | Fontaine-Couverte - Église Saint-Bomier    | Bas-relief du retable du maître-autel, pierre polychrome de Pierre Barauderie (1694). Classé MH (1910).                                                                                     |

### Sarthe72 (4)
| Image | Commune, Lieu de conservation                   | Personnage, Description |
| ----- | ----------------------------------------------- | --- |
|       | Le Mans - Cathédrale Saint-Julien               | Mise au tombeau de petite taille en pierre blanche de six figurines datant du XVIIe siècle.Située dans la chapelle Sainte Jeanne d'Arc. Classé MH (1908).                                                                                                  |
|       | Le Mans - Cathédrale Saint-Julien               | Mise au tombeau (déploration) en terre cuite du XVIIe siècle.Située dans la chapelle Saint Pierre. Plusieurs artistes auraient participé à sa réalisation. Cette représentation est très proche de celle de Marolles-les-Braults. Classé MH (1862).        |
|       | Solesmes - Abbaye Saint-Pierre (bas-côté droit) | Mise au tombeau en terre cuite peinte composée des 8 personnages habituels en grandeur nature (XVe siècle). Classé MH (1875). |
|       | Marolles-les-Braults - Église Saint-Rémy        | Mise au tombeau en terre cuite peinte composée des 8 personnages habituels en grandeur nature. Statue exécutée par le sculpteur manceau Charles Hoyau après un marché fait le 24 mai 1635 avec le curé de Marolles, François Angoulvent. Classé MH (1905). |

## Provence-Alpes-Côte d'Azur

### Alpes-Maritimes06 (1)
| Image | Commune, Lieu de conservation                      | Personnage, Description |
| ----- | -------------------------------------------------- | --- |
|       | Puget-Théniers - Église Notre-Dame-de-l'Assomption | Mise au tombeau en noyer peint (XVIIIe siècle) provenant du couvent des Augustins, restauré en 1960. Classé MH (1908). œuvre réalisée en bois ciré, vers 1520 où on décèle une influence germanique ou flamande . |

### Bouches-du-Rhône13 (2)
| Image | Commune, Lieu de conservation                                  | Personnage, Description                                                                                         |
| ----- | -------------------------------------------------------------- | --- |
|       | Arles - Cathédrale Saint-Trophime (chapelle du Saint-Sépulcre) | Mise au tombeau en marbre, au-dessus d'un sarcophage paléochrétien ayant appartenu à Geminus. Classé MH (1840). |

| Image | Commune, Lieu de conservation                                     | Personnage, Description                                                                                           |
| ----- | ----------------------------------------------------------------- | --- |
|       | Marseille - Église des Grands-Carmes (chapelle du Saint-Sépulcre) | Cette mise au tombeau est une imitation exécutée lors de l'embellissement de l'église en 1872. Inscrit MH (1995). |

### Vaucluse84 (1)
| Image | Commune, Lieu de conservation              | Personnage, Description |
| ----- | ------------------------------------------ | --- |
|       | Avignon - Basilique Saint-Pierre d'Avignon | Mise au tombeau de la famille Galléani, attribuée à Jacques Morel (1431). Au centre de la scène, la Vierge est soutenue par deux saintes femmes. |